# Mythen des Alltags
Mythen des Alltags (Mythologies) ist ein kultursemiotisches Werk des französischen Poststrukturalisten und Semiotikers Roland Barthes aus dem Jahr 1957. Eine deutsche Übersetzung von Helmut Scheffel erschien erstmals 1964 stark gekürzt im Suhrkamp Verlag mit nur 19 anstatt der ursprünglich 53 Essays im ersten Teil, der zweite, theoretische Teil blieb unverändert. Im Jahr 2010 erschienen die Mythologies vollständig in deutscher Übersetzung von Horst Brühmann.

## Aufbau
Barthes versammelt in Mythen des Alltags Essays über damals zeitgenössische kulturelle Phänomene, deren Gemeinsamkeit darin besteht, ähnlichen Mustern folgend moderne Alltagsmythen zu repräsentieren. Barthes schreibt etwa über Wrestling, den neuen Citroën, Striptease oder das Gehirn von Albert Einstein. Die Essays erschienen zuerst in der Literaturzeitschrift Les Lettres nouvelles. Im zweiten Teil des Buches legt Barthes sein Mythenkonzept dar.

## Inhalt

### Der erweiterte Begriff des Mythos
Der erweiterte Begriff des Mythos, der nicht nur eine vielen bekannte Erzählung meint, sondern auch die für eine Gesellschaft unbewussten und kollektiven Bedeutungen, die sie „von einem semiotischen Prozess ableitet“, wird in den Wissenschaften Barthes zugeschrieben.
So gelingt es Barthes in Mythen des Alltags, moderne und alte Mythen (wie die der conditio humana am Beispiel der Ausstellung The Family of Man) als eine Form der Naturalisierung und Essentialisierung zu analysieren: „Der Mythos von der conditio humana stützt sich auf eine sehr alte Mystifikation, die seit jeher darin besteht, auf den Grund der Geschichte die Natur zu setzen.“ Der Analyse zahlreicher Alltagsbeispiele für den Mythos in der Form kurzer Essays schließt Barthes die Begründung für eine wissenschaftliche Vorgehensweise der Analyse der Mythen an und entwickelt hier die Grundlagen für eine kritische Semiotik.

### Der Mythos ist eine Aussage
Entsprechend der Etymologie des Wortes stellt Barthes fest: „der Mythos ist eine Aussage“, genauer: „ein Mitteilungssystem, eine Botschaft. (…) Man sieht daraus, dass der Mythos kein Objekt, kein Begriff oder eine Idee sein kann; er ist eine Weise des Bedeutens, eine Form.“
Für eine Definition, was der Mythos ist, seien die unterschiedlichen Wortbedeutungen von Mythos irrelevant: „Man kann mir hundert andere Bedeutungen des Wortes Mythos entgegenhalten. Ich habe versucht, Dinge zu definieren, nicht Wörter.“ Barthes beschreibt zunächst die Form und später für eben „diese Form die historischen Grenzen, die Bedingungen ihrer Verwendung“, in der auch „die Gesellschaft wieder in sie eingeführt werden“ müsse.
Um den Mythos zu erkennen, ist es nicht notwendig, zwischen den mythischen Objekten „eine substantielle Unterscheidung (…) treffen zu wollen“ – denn nicht die Objekte bestimmen, was der Mythos ist, sondern die Art und Weise, wie die Objekte angesprochen werden: „da der Mythos eine Aussage ist, kann alles, wovon ein Diskurs Rechenschaft ablegen kann, Mythos werden. Der Mythos wird nicht durch das Objekt seiner Botschaft definiert, sondern durch die Art und Weise, wie er diese ausspricht.“
Der Mythos kennt keine inhaltlichen Beschränkungen. Fast alles kann mit einer Aussage, mit einem Mythos versehen und dabei gesellschaftlich angeeignet werden: „Es gibt formale Grenzen des Mythos, aber keine inhaltlichen… Jeder Gegenstand der Welt kann von einer geschlossenen, stummen Existenz zu einem besprochenen, für die Aneignung durch die Gesellschaft offenen Zustand übergehen, denn kein – natürliches oder nichtnatürliches – Gesetz verbietet, von den Dingen zu sprechen.“

### Der Mythos als Teil der Gesellschaft
Damit Dinge eine Bedeutung bekommen und nicht mehr allein Materie sind, bedarf es der Gesellschaft. Neben der rein materiellen Seite der Dinge tritt durch die Aussage über die Dinge ein gesellschaftlicher Gebrauch zu den Dingen hinzu: „Ein Baum ist ein Baum. Gewiß! Aber ein Baum, der von Minou Drouet ausgesprochen wird, ist schon nicht mehr ganz ein Baum, er ist ein geschmückter Baum, der einem bestimmten Verbrauch angepaßt ist, der mit literarischen Wohlgefälligkeiten, mit Auflehnungen, mit Bildern versehen ist, kurz: mit einem gesellschaftlichen Gebrauch, der zu der reinen Materie hinzutritt.“ Erst das gesellschaftliche Ansprechen der Dinge macht sie zu Objekten des Mythos: „Selbstverständlich wird nicht alles zur gleichen Zeit ausgesprochen. Manche Objekte werden nur für einen Augenblick Beute des mythischen Wortes, dann verschwinden sie wieder, andere treten an ihre Stelle und gelangen zum Mythos.“
Der Mythos verwandelt das „Wirkliche“ in den „Stand der Aussage“. Eine grundlegende Bedingung für den Mythos ist dabei seine zeitliche und geschichtliche Bestimmtheit, denn Mythen entstehen nicht zwangsläufig und erwachsen nicht aus dem, was sich die Gesellschaft als „Natur“ vorstellt: „Gibt es zwangsläufig suggestive Objekte (…)? Sicher nicht: man kann sich sehr alte Mythen denken, aber es gibt keine ewigen; denn nur die menschliche Geschichte lässt das Wirkliche in den Stand der Aussage übergehen, und sie allein bestimmt über Leben und Tod der mythischen Sprache. Ob weit zurückliegend oder nicht, die Mythologie kann nur eine geschichtliche Grundlage haben, denn der Mythos ist eine von der Geschichte gewählte Aussage; aus der ‚Natur‘ der Dinge vermöchte er nicht hervorzugehen.“

### Der Mythos als semiologisches Zeichen
Der Mythos als Botschaft kann in unterschiedlichster Form, über unterschiedlichste Medien übermittelt werden: „Sie kann deshalb sehr wohl auch anders als mündlich sein, sie kann aus Geschriebenem oder aus Darstellungen bestehen. Der geschriebene Diskurs, der Sport, aber auch die Photographie, der Film, die Reportage, Schauspiele und Reklame, all das kann Träger der mythischen Aussage sein.“ Entsprechend kann der Mythos nicht durch „sein Objekt“ und die Materie des Objekts bestimmt werden, „denn jede beliebige Materie kann willkürlich mit Bedeutung ausgestattet werden.“ Als Beispiel nennt Barthes den „Pfeil, der überreicht wird und Herausforderung bedeutet“. Dieses Übergeben ist, unabhängig von der materiellen Gestalt des Gegenstands, „ebenfalls eine Aussage“.
Diese verallgemeinerte Konzeption von Sprache, die sich nicht nur auf alphabetische Schriftzeichen bezieht, sieht Barthes durch „die Geschichte der Schriften selbst gerechtfertigt“, denn „lange vor der Erfindung unseres Alphabets waren Objekte wie das Kipu der Inkas oder Zeichnungen wie die Bilderschriften regelrechte Aussagen gewesen“. An diesem Punkt behandelt Barthes die Frage nach der wissenschaftlichen Vorgehensweise für die Analyse der Mythen, und ob die Analyse von Mythen Gegenstand der Linguistik sein kann: „Das soll jedoch nicht heißen, daß die mythische Aussage wie die Sprache behandelt werden müsse. Der Mythos gehört in eine Wissenschaft, die über die Linguistik hinausgeht; er gehört in die Semiologie.“

### Das semiologische System
Ein „semiologisches System“ besteht für Barthes – anders als etwa für Ferdinand de Saussure – aus drei verschiedenen Termini: dem Bedeutenden (dem Signifikanten bei Saussure), dem Bedeuteten (dem Signifikat) und dem Zeichen, „das die assoziative Gesamtheit der ersten beiden Termini ist.“
Barthes erläutert diese Dreistelligkeit am Beispiel der Rose: „Man denke an einen Rosenstrauß: ich lasse ihn meine Leidenschaft bedeuten. Gibt es hier nicht doch nur ein Bedeutendes und ein Bedeutetes, die Rose und meine Leidenschaft? Nicht einmal das, in Wahrheit gibt es hier nur die ‚verleidenschaftlichten‘ Rosen. Aber im Bereich der Analyse gibt es sehr wohl drei Begriffe, denn diese mit Leidenschaft besetzten Rosen lassen sich durchaus und zu Recht in Rosen und Leidenschaft zerlegen. Die einen ebenso wie die andere existierten, bevor sie sich verbanden und dieses dritte Objekt, das Zeichen, bildeten. So wenig ich im Bereich des Erlebens die Rosen von der Botschaft trennen kann, die sie tragen, so wenig kann ich im Bereich der Analyse die Rosen als Bedeutende den Rosen als Zeichen gleichsetzen: das Bedeutende ist leer, das Zeichen ist erfüllt, es ist ein Sinn.“

### Der Mythos als sekundäres semiologisches System
Der Mythos besteht aus einer Verkettung von semiologischen Systemen. Ein einfaches System bildet analytisch betrachtet aus dem Bedeutenden und dem Bedeuteten das Zeichen, wobei das Zeichen als assoziatives Ganzes sich ergibt. Der Mythos beinhaltet bereits das erste Zeichen eines semiologischen Systems, nur fungiert es hier als Bedeutendes im zweiten System: So lautet die zentrale Definition in Mythen des Alltags:
„Im Mythos findet man das (…) dreidimensionale Schema wieder: das Bedeutende, das Bedeutete und das Zeichen. Aber der Mythos ist insofern ein besonderes System, als er auf einer semiologischen Kette aufbaut, die bereits vor ihm existiert; er ist ein sekundäres semiologisches System. Was im ersten System Zeichen ist (das heißt assoziatives Ganzes eines Begriffs und eines Bildes), ist einfaches Bedeutendes im zweiten. (…) Ob es sich um eigentliches oder um bildliches Schreiben handelt, der Mythos erblickt darin eine Ganzheit von Zeichen, ein globales Zeichen, den Endterminus einer ersten semiologischen Kette. Und gerade dieser Endterminus wird zum ersten oder Teilterminus des vergrößerten Systems, das er errichtet. Alles vollzieht sich so, als ob der Mythos das formale System der ersten Bedeutung um eine Raste verstellte.“
Wie bereits erwähnt ist es für den Mythos nicht wichtig, ob seine Aussage schriftlich, fotografisch, künstlerisch oder in der materiellen Form eines Gebäudes, einer Pflanze oder eines Ritus zum Ausdruck gebracht wird: „Man muß hier daran erinnern, daß die Materialien der mythischen Aussage (Sprache, Photographie, Gemälde, Plakat, Ritus, Objekt usw.), so verschieden sie auch zunächst sein mögen, sich auf die reine Funktion des Bedeutens reduzieren, sobald der Mythos sie erfaßt. Der Mythos sieht in ihnen ein und denselben Rohstoff. Ihre Einheit besteht darin, daß sie alle auf den einfachen Status einer Ausdrucksweise zurückgeführt sind.“

### Ethische Gesichtspunkte
Am Rande seiner Untersuchung des Mythos, gleichsam in einer Fußnote, formuliert Barthes seine ethischen Aspekte auf den Mythos. Danach ist „das Störende im Mythos gerade, daß seine Form motiviert ist.“ Gäbe es so etwas wie eine „Gesundheit“ der Sprache, begründe sich diese „durch die Willkürlichkeit des Zeichens“. Jeder Mythos jedoch besitzt eine motivierende Form, Sinn wird in Form verwandelt, deformiert, seiner Geschichte beraubt:
„Das Widerwärtige im Mythos ist seine Zuflucht zu einer falschen Natur, ist der Luxus der bedeutungsvollen Formen, wie bei jenen Objekten, die ihre Nützlichkeit durch einen natürlichen äußeren Schein dekorieren. Der Wille, die Bedeutung durch die ganze Bürgschaft der Natur schwerer zu machen, ruft eine Art von Ekel hervor: der Mythos ist zu reich, und gerade seine Motivierung ist zuviel an ihm.“ Für diese Abneigung, die der Mythos für Barthes erzeugt, bringt er eine Entsprechung aus dem Bereich der Kunst, die zwischen Natur und der Anti-Natur changiert: „Diese Angewidertheit ist dieselbe, die ich angesichts von Künsten empfinde, die nicht zwischen der Natur und der Anti-Natur wählen wollen und die erste als Ideal und die zweite als Ersparnis benutzen. Ethisch gesehen zeugt es von Niedrigkeit, gleichzeitig in beiden Bereichen spielen zu wollen.“

## Ausgaben
- Mythologies. Seuil, Paris 1957.
- Mythen des Alltags. Suhrkamp, Frankfurt am Main 1964 u. 2003, ISBN 3-518-12425-0.
- Mythen des Alltags. Erste vollständige deutsche Ausgabe. Aus dem Französischen übersetzt von Horst Brühmann. Suhrkamp, Berlin 2010, ISBN 3-518-41969-2 (2012 als Taschenbuch erschienen).